# Anthurium pulchellum
Anthurium pulchellum är en kallaväxtart som beskrevs av Adolf Engler. Anthurium pulchellum ingår i släktet Anthurium och familjen kallaväxter. Inga underarter finns listade.